# Pajala
Pajala est une localité de la commune de Pajala, dont elle est le chef-lieu, dans le comté de Norrbotten en Suède.
Sa population était de 2047 habitants en 2019.